# Wonju
Wonju (kor. 원주시) – miasto w prowincji Gangwon w Korei Południowej.
Wonju jest miastem położonym około 140 kilometrów na wschód od Seulu. W mieście znajdują się trzy duże uniwersytety, na których uczy się wiele studentów z Seulu i innych miejsc. Siedziba rzymskokatolickiej diecezji. Wonju było miejscem bitwy w wojnie koreańskiej.

## Miasta partnerskie
- Stany Zjednoczone: Roanoke
- Kanada: Edmonton
- Chińska Republika Ludowa: Yantai, Hefei
- Japonia: Ichikawa
- Irlandia Północna: Belfast